# Alfred Jaëll
Alfred Jaëll (Trieste, 5 marzo 1832 – Parigi, 27 febbraio 1882) è stato un pianista e compositore austriaco.
Tra i suoi studenti vi furono Benjamin Johnson Lang e Samuel Sanford (l'eponimo della Medaglia Sanford).

## Biografia
Nacque a Trieste, allora nell'impero austriaco. Studiò con Carl Czerny e iniziò la sua carriera pubblica all'età di 11 anni, apparendo al Teatro San Benedetto di Venezia nel 1843. L'anno successivo studiò con Ignaz Moscheles a Vienna. Nel 1845 e nel 1846 visse a Bruxelles, poi a Parigi. Una fonte afferma che fosse stato studente di Chopin, e, secondo un'altra, di Liszt; tuttavia, la maggior parte delle fonti non confermano queste associazioni.
Jaëll fece una tournée negli Stati Uniti, che ebbe un tale successo che vi rimase per tre anni, dal 1851 al 1854. Fece il suo debutto a New York City il 15 novembre 1851 e ricevette recensioni ottime. Al suo secondo concerto, il 22 novembre, presentò al pubblico americano Adelina Patti. Si esibì anche con Ole Bull. Fu generalmente riconosciuto come il miglior pianista che avesse mai visitato il Nord America fino a quel momento. Prese alcune delle opere del repertorio di Louis Moreau Gottschalk contribuendo a renderle popolari. Tornò in Europa nel 1854. Fu nominato pianista di corte del re di Hannover nel 1855. Si esibì a Londra nel 1862 e nel 1866.
Nel 1866 sposò Marie Trautmann, pianista, compositrice e scrittrice di opere pedagogiche francese. Furono in tournée assieme, eseguendo le proprie opere e il solito repertorio. Fu uno degli accompagnatori di Henryk Wieniawski per i suoi famosi spettacoli riguardanti la Sonata a Kreutzer  di Beethoven. Fu solista alla prima londinese del Concerto per pianoforte di Joachim Raff nel 1875.
Alfred Jaëll morì improvvisamente a Parigi nel 1882, a soli 49 anni. Lasciò una serie di trascrizioni "estremamente efficaci" di Wagner, Schumann e Mendelssohn, oltre a composizioni originali, tutte ormai dimenticate.